# Le Grand Ménage des fêtes
Le grand ménage des Fêtes est une émission de variétés canadienne produite par Productions l’Entrepôt et diffusée annuellement depuis le 19 décembre 2020 sur la chaîne Unis TV. L'événement télévisuel a été reproduit à chaque année depuis.

## Une émission de fin d'année pancanadienne
Animée par Les Newbies, un groupe fictif composé de vrais humoristes acadiens (Christian Essiambre, Luc LeBlanc et André Roy), l’émission regroupe des sketch et des performances musicales.
Cette émission spéciale d'une heure propose un grand ménage et un survol humoristique inspiré des événements qui ont marqué l'année. En ondes depuis l’arrivée de la pandémie de Covid-19 et dominant sans surprise l'actualité, elle se retrouve au cœur de divers segments. Mais on y retrouve aussi des sujets tels que les élections fédérales ou la notion de consentement. La grande majorité des textes humoristiques sont des textes originaux écrits par des auteurs de partout au Canada.
Plusieurs comédiens, humoristes et auteurs-compositeurs-interprètes de la francophonie canadienne y ont participé[source secondaire souhaitée]. Des personnalités connues, notamment le premier ministre du Canada Justin Trudeau, l’astronaute David Saint-Jacques et l’athlète paralympique Danielle Dorris y font également une apparition[source secondaire nécessaire].

## Tournage en pandémie
Lors de la deuxième édition l’année suivante, le segment musical a été enregistré au Théâtre Capitol de Moncton devant un plus grand public, mais toujours masqué.
La troisième édition de la désormais traditionnelle émission Le grand ménage des Fêtes s'est déroulée de façon plus intime. La portion musicale a été réalisée devant un public d'un peu plus de 100 personnes dans la salle du restaurant Tide & Boar à Moncton. Pour la première fois depuis le début de l'émission, le public n'était pas masqué.

## Making-of
Un documentaire making-of intitulé Les coulisses du Grand ménage des Fêtes (ou comment tourner au temps de la Covid) relate les différentes étapes du projet, en passant par l'écriture, la création des costumes, des décors, le tournage, le démontage, etc. Le making-of a été tourné lors de la première édition seulement en 2020.

## Distribution et équipe de production
| Années | Auteur.e.s | Réalisateurs                                              | Animateurs                                                  | Invités | Invités |
| 2020   | - Christian Essiambre (NB) - Luc LeBlanc (NB) - Mélanie Léger (NB) - Jean-Sébastien Levesque (NB) - Vincent Poirier (ON) - André Roy (NB) - Script-édition par Marie-Christine Lachance (QC)                   | - Kevin McIntyre - Denise Poirier                         | Les Newbies (Christian Essiambre, Luc LeBlanc et André Roy) | Comédiens et humoristes | Artistes musicaux |
| 2020   | - Christian Essiambre (NB) - Luc LeBlanc (NB) - Mélanie Léger (NB) - Jean-Sébastien Levesque (NB) - Vincent Poirier (ON) - André Roy (NB) - Script-édition par Marie-Christine Lachance (QC)                   | - Kevin McIntyre - Denise Poirier                         | Les Newbies (Christian Essiambre, Luc LeBlanc et André Roy) | - Ludger Beaulieu - Emmanuel Bilodeau - Alexandre Bisaillon - Florence Brunet - Korine Côté - Marc Lamontagne - Philippe Laprise - Mélanie Leblanc - David Losier - Yves P. Pelletier - Richardson Zéphir | - Salebarbes (George Belliveau, Jean-François Breau, Kevin McIntyre, Éloi Painchaud, Jonathan Painchaud) - Jacques et Josiane Comeau - Lisa Leblanc, accompagnée par Benoit Morier - Laurence Nerbonne, accompagnée par DJ Montana - Damien Robitaille |
| 2021   | - Caroline Bélisle (NB) - Samuel Chiasson (NB) - Anabelle Hébert (NB) - Frédéric Mallet (NB) - Micheline Marchildon (MB) - Vincent Poirier (ON) - André Roy (NB) - Script-édition par Pierre-Bruno Rivard (QC) | - Christian Essiambre - Marcel Gallant (portion musicale) | Les Newbies (Christian Essiambre, Luc LeBlanc et André Roy) | - Caroline Bélisle - Neev Bensimhon - Tommy Des Rosiers - Brigitte Lafleur - Bass Levesque - Alex Perron - Sonia Vachon - Improtéine (Nadia Campbell, Olivier Nadon, Vincent Poirier)                     | - 2Frères - Symfolies de Noël (Laurence Jalbert, Annie Blanchard, Maxime Landry) - Tammy Rae Lamouche, accompagnée par Vanessa Kim Beaudry-Sawan - Shelly Ann Robichaud                                                                                |
| 2022   | - Caroline Bélisle (NB) - Nadia Campbell (NB) - Samuel Chiasson (NB) - Anabelle Hébert (NB) - Vicent Poirier (ON) - André Roy (NB) - Simon Laroche (script-édition)                                            | - Christian Essiambre - Marcel Gallant (portion musicale) | Les Newbies (Christian Essiambre, Luc LeBlanc et André Roy) | - Samuel Chiasson - Diane Losier - Matthieu Girard - Marie-Chantal Perron - Louis Champagne - Véronique Claveau - Karine Gonthier-Hyndman                                                                 | - Les gars du Nord - Marie-Élaine Thibert - Sara Dufour - Étienne Fletcher |
| 2023   | - Caroline Bélisle (NB) - Nadia Campbell (NB) - Samuel Chiasson (NB) - Anabelle Hébert (NB) - Vicent Poirier (ON) - André Roy (NB) - Simon Laroche (script-édition)                                            | - Christian Essiambre - Marcel Gallant (portion musicale) | Les Newbies (Christian Essiambre, Luc LeBlanc et André Roy) | - Catherine Proulx-Lemay - Didier Lucien - Joëlle Paré-Beaulieu - Marilou Morin - Tanya Brideau - Tommy Des Rosiers - Sandra Le Couteur - Jeanie Bourdages - Raphaël Butler                               | - Guylaine Tanguay - William Cloutier - Les Chiclettes - Matt Boudreau |
| 2024   | - Samuel Chiasson (NB) - Ryan Doucette (NÉ) - Annabelle Hébert (NB) - Sébastien Mathieu (QC) - Justine Philie (QC) - André Roy (NB) - Daniel Gagnon (script-édition)                                           | - Christian Essiambre - Marcel Gallant (portion musicale) | Les Newbies (Christian Essiambre, Luc LeBlanc et André Roy) | - Ludger Beaulieu - Robin-Joël Cool - Ryan Doucette - Annabelle Hébert - Nancy Kenny - Océane Lanteigne - Jean-Sébastien Levesque - Julie Ringuette - Catherine Souffront - Tammy Verge                   | - Les Hay Babies - France D'amour - Beauxmont - Yao |

## Premières diffusions
- Édition 2020 : 19 décembre 2020
- Édition 2021 : 17 décembre 2021
- Édition 2022: 16 décembre 2022[4]
- Édition 2023: 15 décembre 2023[5]
- Édition 2024: 21 décembre 2024[6]